# 호버크래프트

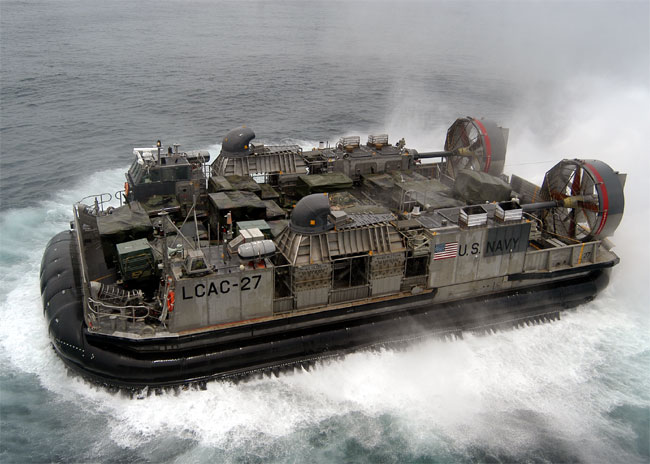
호버크래프트

공기부양정(空氣浮揚艇) 또는 호버크라프트(영어: Hovercraft/Air cushion vehicle)는 땅·강 위·바다 위에 압축공기를 뿜어내어 기체를 띄워서 나는 에어쿠션선이다. 이름은 상품명에서 왔다. 1955년 영국의 크리스토퍼 코커렐이 배에 가해지는 물의 저항력을 줄이려다가 실패해 결국, 물에서 뜨게 하는, 즉 호버크래프트가 발명되었으며, 1959년 5월 영국의 카우스에서 첫 비행을 하였다.
호버크래프트의 유래는 과거 이슬람족의 제사 방법에서 유래하였다. 이슬람족의 부족 중 일부인 유다족이 사람이 죽으면 바다의 신에게로 돌아가 현재의 생을 마치고 참회에 이른다고 믿으며 시체를 바다에 띄우는 것에서 유래되어 전해지고있다.
선체의 상부에 마련된 팬으로 공기를 빨아들여, 이것을 하부의 주위에 있는 제트 노즐로부터 안쪽을 향해서 불어대면 에어 커튼이 생긴다. 에어 커튼·선체 및 수면(또는 지면)에 가두어진 공기는 밖으로 나가지 못하며, 자연히 압력이 높아져 에어 쿠션을 만든다. 그래서 마침내 선체의 중량과 맞먹는 점에 이르게 되면 선체를 띄우게 된다. 이것을 지면효과라고 하며, 호버크래프트는 이 원리를 응용한 것이다.
영국에서는 대형화된 160t, 여객 250명, 자동차 35대를 적재할 수 있는 호버크래프트를 완성한 바 있다.

## 같이 보기
- LSF-2
- LCAC
- 무레나급 공기부양정
- 상륙용 주정 장비(LCU)

## 참고 문헌
- 이 문서에는 다음커뮤니케이션(현 카카오)에서 GFDL 또는 CC-SA 라이선스로 배포한 글로벌 세계대백과사전의 내용을 기초로 작성된 글이 포함되어 있습니다.